# Eiserner Wolf
Der Eiserne Wolf (Geležinis vilkas) war ein faschistischer Kampfbund, der 1927 unter der autoritären Regierung des litauischen Präsidenten Antanas Smetona und des Premierministers Augustinas Voldemaras gegründet wurde.
Heute trägt eine der Infanteriebrigaden des Litauischen Heeres den Namen Geležinis vilkas.

## Geschichte
Der Name Geležinis vilkas geht auf den Gründungsmythos der Stadt Vilnius zurück, laut dem Großfürst Gediminas seine neue Hauptstadt aufgrund eines Traumes über einen eisernen Wolf gegründet haben soll.
Ursprünglich als Sportverein gegründet, war der 1927 gegründete Eiserne Wolf von Anfang an – wie sein Vorbild, die italienischen Schwarzhemden – paramilitärisch ausgerichtet. Stabschef der Organisation war Algirdas Sliesoraitis, faktisch unterstand der Eiserne Wolf jedoch Voldemaras, der mit Hilfe des Kampfbundes seine Macht zu sichern suchte.
In den Jahren von 1927 bis 1929 machte der Eiserne Wolf in erster Linie durch gewalttätige Ausschreitungen von sich reden. 1929 kam es zu einer Häufung von anti-polnischen und anti-jüdischen Ausschreitungen, die in den „Exzessen von Slobodka“ vom 2. August 1929 gipfelten, in deren Verlauf Mitglieder des Eisernen Wolfes Juden systematisch durch Kaunas hetzten und verprügelten. 1932 kam es zur Anklage und am 26. Mai wurden die Urteile gesprochen. Unter den 17 Angeklagten befanden sich vier Kriminal-, acht Polizeibeamte und fünf Mitglieder des faschistischen Kampfbundes Eisener Wolf. Sämtliche Beamte wurden zu mehrmonatigen Haftstrafen verurteilt.
Nach Voldemaras’ Sturz Ende 1929 durch Smetona stellte sich der Eiserne Wolf offen auf Voldemaras’ Seite, woraufhin die Organisation offiziell aufgelöst wurde. Unter dem Kommando von Sliesoraitis blieb der Verband jedoch im Untergrund weiterhin aktiv und plante bereits 1930 mehrfach einen Putsch, um Smetona zu stürzen und Voldemaras die Rückkehr ins Zentrum der Macht zu ermöglichen. 1934 kam es schließlich zu einem vom Eisernen Wolf geplanten Putschversuch der litauischen Luftwaffenoffiziere, der jedoch niedergeschlagen wurde.
Der von Anfang an offen faschistisch auftretende Eiserne Wolf suchte im Laufe der 1930er Jahre verstärkt den Kontakt zu den deutschen Nationalsozialisten und die Nähe des litauischen Sozialphilosophen Antanas Maceina, der wiederum stark von der völkischen Bewegung beeinflusst worden war. Am Vorabend des Zweiten Weltkrieges organisierten sich zahlreiche Mitglieder des Eisernen Wolfes in dem offen nationalsozialistischen Bund Litauischer Aktivisten (Lietuvių aktyvistų sąjunga – LAS), der Litauischen Aktivistenfront (Lietuvių aktyvistų frontas – LAF) sowie der Partei Litauischer Nationalisten (Lietuvos nacionalistų partija – LNP), deren Mitglieder während des Zweiten Weltkrieges an Massakern an der jüdischen Bevölkerung Litauens teilnahmen.

## Aktuelle Bezüge
Bei den nach der erneuten staatlichen Unabhängigkeit Litauens in den 1990ern wieder aufgestellten Litauischen Streitkräften fand der Name Eisernen Wolf beim dortigen Heer erneut Verwendung. So trägt eine der Infanteriebrigaden der Landstreitkräfte den historische Namen Geležinis vilkas. Eine Traditionslinie zu dem faschistischen Kampfbund wurde dabei aber nicht gesucht. Vielmehr bezieht sich man sich auf gleichnamige Armeeeinheiten der Zwischenkriegszeit. Zudem werden die von Litauen genutzten GTK-Boxer-Schützenpanzer als Vilkas (Wolf) bezeichnet.